# Campeonato da Europa de Atletismo de 2010 - Salto triplo feminino
A prova do salto triplo feminino do Campeonato da Europa de Atletismo de 2010 foi disputada entre os dias 29 e 31 de julho de 2010 no Lluís Companys em Barcelona,  na Espanha. 

## Recordes
Antes desta competição, os recordes mundiais e do campeonato nesta prova eram os seguintes:
|                       | Nome             | Nacionalidade | Distância | Local      | Data                 |
| --------------------- | ---------------- | ------------- | --------- | ---------- | -------------------- |
| Recorde mundial       | Inessa Kravets   | Ucrânia       | 15m 50cm  | Gotemburgo | 10 de agosto de 1995 |
| Recorde do campeonato | Tatyana Lebedeva | Rússia        | 15m 15cm  | Gotemburgo | 9 de agosto de 2006  |
| Recorde europeu       | Inessa Kravets   | Ucrânia       | 15m 50cm  | Gotemburgo | 10 de agosto de 1995 |

## Medalhistas
| Ouro                 | Prata                  | Bronze                    |
| Olha Saladukha (UKR) | Simona La Mantia (ITA) | Svetlana Bolshakova (BEL) |

## Cronograma
Todos os horários são locais (UTC+2).
| Data        | Hora  | Evento       |
| ----------- | ----- | ------------ |
| 29 de julho | 12:30 | Qualificação |
| 31 de julho | 19:10 | Final        |

## Resultados

### Qualificação
Qualificação: Desempenho de 14.20 m (Q) ou os 12 melhores qualificados (q).
| Posição | Grupo | Atleta               | Nacionalidade | #1    | #2    | #3    | Resultados | Notas                |
| ------- | ----- | -------------------- | ------------- | ----- | ----- | ----- | ---------- | -------------------- |
| 1       | A     | Nadezhda Alekhina    | Rússia        | 14.03 | 14.18 | 14.93 | 14.93      | Q                    |
| 2       | A     | Dana Velďáková       | Eslováquia    | x     | 14.11 | 14.59 | 14.59      | Q                    |
| 3       | B     | Olha Saladuha        | Ucrânia       | 14.49 |       |       | 14.49      | Q                    |
| 4       | A     | Adelina Gavrilă      | Roménia       | 14.48 |       |       | 14.48      | Q,                   |
| 5       | B     | Snezana Rodic        | Eslovênia     | 14.47 |       |       | 14.47      | Q,                   |
| 6       | B     | Małgorzata Trybańska | Polónia       | 14.44 |       |       | 14.44      | Q,                   |
| 7       | B     | Svetlana Bolshakova  | Bélgica       | 14.03 | 13.87 | 14.33 | 14.33      | Q                    |
| 8       | A     | Natallia Viatkina    | Bielorrússia  | x     | 14.30 |       | 14.30      | Q                    |
| 9       | A     | Simona La Mantia     | Itália        | 13.83 | 14.16 | 14.10 | 14.16      | q                    |
| 10      | A     | Patrícia Mamona      | Portugal      | 13.69 | x     | 14.12 | 14.12      | q,                   |
| 11      | B     | Alsu Murtazina       | Rússia        | 14.00 | 14.07 | 11.72 | 14.07      | q,                   |
| 12      | A     | Liliya Kulyk         | Ucrânia       | x     | 13.81 | 14.04 | 14.04      |                      |
| 13      | B     | Carmen Toma          | Roménia       | 13.92 | x     | 14.03 | 14.03      | Recorde da temporada |
| 14      | A     | Anna Jagaciak        | Polónia       | x     | 13.85 | 14.03 | 14.03      |                      |
| 15      | B     | Kseniya Dzetsuk      | Bielorrússia  | x     | 13.94 | 14.01 | 14.01      |                      |
| 16      | B     | Veera Baranova       | Estónia       | 13.97 | x     | 13.48 | 13.97      |                      |
| 17      | B     | Andriana Banova      | Bulgária      | 13.95 | 13.94 | x     | 13.95      |                      |
| 18      | B     | Natalia Kutyakova    | Rússia        | 13.13 | 13.94 | 13.65 | 13.94      |                      |
| 19      | B     | Inger Anne Frøysedal | Noruega       | 13.51 | x     | 13.22 | 13.51      |                      |
| 20      | A     | Patricia Sarrapio    | Espanha       | x     | x     | 13.21 | 13.21      |                      |
| 21      | B     | Alina Elena Popescu  | Roménia       | 13.47 | 13.54 | 13.58 | 13.58      |                      |
|         | A     | Petya Dacheva        | Bulgária      | x     | x     | x     | NM         |                      |
|         | B     | Katja Demut          | Alemanha      | x     | x     | x     | NM         |                      |
| —       | A     | Athanasia Perra      | Grécia        | 14.14 | 14.18 | 14.25 | 14.25      | DSQ Doping           |

### Final

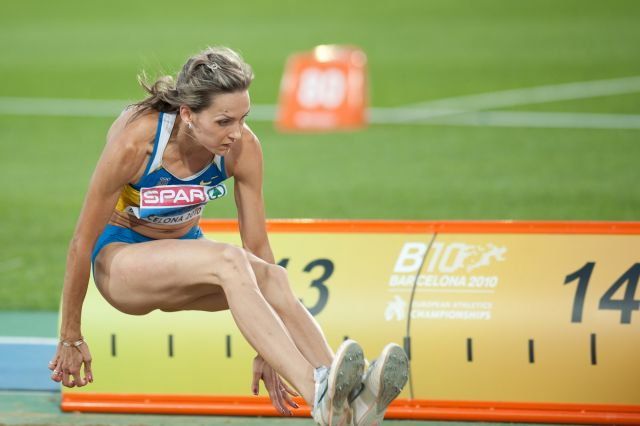
Ucraniana Saladukha saltou 14,81 m e ganhou a medalha de ouro.

| Posição           | Atleta               | Nacionalidade | #1    | #2    | #3    | #4    | #5    | #6    | Resultados | Notas                |
| ----------------- | -------------------- | ------------- | ----- | ----- | ----- | ----- | ----- | ----- | ---------- | -------------------- |
| Medalha de ouro   | Olha Saladukha       | Ucrânia       | x     | 14.62 | 14.80 | x     | 14.81 | 14.71 | 14.81      |                      |
| Medalha de prata  | Simona La Mantia     | Itália        | 14.56 | x     | 13.97 | 14.21 | x     | x     | 14.56      | Recorde da temporada |
| Medalha de bronze | Svetlana Bolshakova  | Bélgica       | 13.77 | 14.39 | 14.55 | x     | 14.39 | 14.08 | 14.55      | Recorde nacional     |
| 4                 | Nadezhda Alekhina    | Rússia        | 14.10 | 14.40 | 14.21 | 14.45 | 11.90 | 14.31 | 14.45      |                      |
| 5                 | Adelina Gavrilă      | Roménia       | 14.24 | 14.33 | 14.18 | 14.15 | 14.07 | 14.15 | 14.33      |                      |
| 6                 | Snezana Rodic        | Eslovênia     | 14.15 | 14.32 | 14.09 | x     | x     | 14.25 | 14.32      |                      |
| 7                 | Dana Velďáková       | Eslováquia    | 14.12 | 12.54 | 14.16 | 13.72 | 14.08 | x     | 14.16      |                      |
| 8                 | Patrícia Mamona      | Portugal      | 14.07 | 13.50 | 13.75 | x     | 13.75 | 14.02 | 14.07      |                      |
| 9                 | Natallia Viatkina    | Bielorrússia  | x     | 13.85 | 13.94 |       |       |       | 13.94      |                      |
| 10                | Małgorzata Trybańska | Polónia       | x     | 13.81 | 13.82 |       |       |       | 13.82      |                      |
| 11                | Alsu Murtazina       | Rússia        | 13.65 | 13.41 | x     |       |       |       | 13.65      |                      |
| —                 | Athanasia Perra      | Grécia        | x     | 13.62 | 13.83 |       |       |       | 13.83      | Doping               |

Legenda
| Recorde mundial       | Recorde mundial (World record)               |                       | Recorde africano                      | Recorde africano (African) |                                           | Q | Classificado por posição (Qualified) |
| Recorde do campeonato | Recorde do campeonato (Championship record)  | Recorde da América    | Recorde da América (Americas)         | q                          | Classificado por melhor tempo (Qualified) |   |                                      |
| Melhor marca do ano   | Melhor marca do ano (World leading)          | Recorde asiático      | Recorde asiático (Asian)              | DNS                        | Não largou (Did not start)                |   |                                      |
| Recorde nacional      | Recorde nacional (National record)           | Recorde europeu       | Recorde europeu (European)            | DNF                        | Não terminou (Did not finish)             |   |                                      |
| Recorde pessoal       | Recorde pessoal do atleta (Personal best)    | Recorde da Oceania    | Recorde da Oceania (Oceania)          | DSQ / DQ                   | Desclassificado (Disqualified)            |   |                                      |
| Recorde da temporada  | Recorde da temporada do atleta (Season best) | Recorde sul-americano | Recorde sul-americano (South America) | NM                         | Sem marca (No mark)                       |   |                                      |